# Помадазиевые
Помадазиевые, или ворчуновые, или ронковые (лат. Haemulidae), — семейство лучепёрых рыб отряда окунеобразных. В состав семейства включают 19 родов с 134 видами (по другим данным — 145 видов). Выделяются два подсемейства: Haemulinae и Plectorhynchinae.

## Описание
Тело продолговатое, длиной до 100 см, типичного «окуневого» вида. Масса до 10 кг. Голова большая, рот горизонтальный, маленький или средней величины. Зубы мелкие, острые, клыковидных зубов нет, однако имеются глоточные, которыми представители семейства дробят раковины моллюсков. С их помощью помадазиевые также могут издавать звуки, отсюда второе название семейства — ворчуновые. Чешуя довольно мелкая, боковая линия хорошо развита. Спинной плавник с выемкой, которая делит его на колючую и мягкую части. Окраска разнообразная, часто яркая, нередко с пятнами и полосами.

## Распространение
Встречаются преимущественно в тропических и субтропических, иногда в умеренных зонах Мирового океана. Обитают, как правило, в прибрежной зоне, на глубине до 100 м. Часто заходят в опреснённые лагуны и в устья рек, поднимаясь вверх по течению. Один из видов, Pomadasys bayanus, является пресноводным.

## Образ жизни
Предпочитают мутную воду и заиленный грунт; живут среди скал, водорослей и кораллов.
Взрослые особи малоактивны в дневное время и кормятся в основном ночью. Питаются донными беспозвоночными, иногда рыбой. У некоторых видов отмечен очень узкий спектр питания.

## Значение
Некоторые представители семейства ценятся как пищевой продукт. Наибольшую ценность для промысла представляет род Pomadasys. Представителей таких родов, как Anisotremus и Haemulon, содержат в аквариумах. Для аквариумного содержания подходит в основном молодь, потому что большинство взрослых особей нуждается в слишком большой ёмкости.

## Подсемейства и роды
Семейство Haemulidae делится на следующие подсемейства и роды:
- Haemulinae
  - Anisotremus Gill 1861
  - Boridia Cuvier, 1830
  - Brachydeuterus Gill, 1862
  - Conodon Cuvier, 1830
  - Emmelichthyops Schultz, 1945
  - Haemulon Cuvier, 1829
  - Haemulopsis Steindachner, 1869
  - Inermia Poey, 1860
  - Isacia Jordan & Fesler, 1893
  - Microlepidotus Gill, 1862
  - Orthopristis Girard, 1858
  - Parakuhlia Pellegrin, 1913
  - Pomadasys Lacépède, 1802
  - Xenichthys Gill, 1862
  - Xenistius Jordan & Gilbert, 1883
  - Xenocys Jordan & Bollman, 1890
- Plectorhynchinae
  - Diagramma Oken, 1817
  - Genyatremus Gill, 1862
  - Parapristipoma Bleeker, 1873
  - Plectorhinchus Lacépède, 1802